# 館山城 (出羽国)
館山城（たてやまじょう）は、山形県米沢市館山（出羽国置賜郡）にあった日本の城（中世の城跡）。「舘山城」と表記されることもある。発掘調査により戦国時代の伊達氏の本拠地との説が出され注目されている。城跡は国の史跡に指定されている。

## 概要・歴史
米沢市中心部の米沢城址より約4km西の台地上に位置する。
伊達氏は鎌倉時代以来、梁川城（福島県伊達市）を約300年間本拠とし、年代に異説があるが南朝:元中2年/北朝:至徳2年（1385年）に長井氏を滅ぼして置賜郡（長井郡、長井荘とも別称）を領有した。16世紀に入り、伊達稙宗が天文元年（1532年）桑折西山城（福島県桑折町）へ居城を移し、更に伊達晴宗により天文17年（1548年）米沢城に移ったとされる。そして、伊達政宗が天正19年（1591年）、豊臣秀吉の命で岩出山城（宮城県大崎市）に居城を移した後、慶長5年（1601年）仙台城を築城して仙台藩が成立した。置賜郡は蒲生氏を経て上杉氏（関ケ原以前は家老の直江氏）の所領となる。
この伊達氏の「米沢城」は、江戸時代に米沢藩上杉氏の居城となった現在の米沢城と同じものとされてきた。
伊達氏の諸記録によれば、天正12年(1584年)に伊達輝宗が館山城を隠居所としたが、居館の普請が終わるまでの間は重臣鮎貝宗重館に身を寄せて、翌年の完成を待って居住したという。また、天正15年(1587年)には政宗が改修を開始、しかし岩出山城への転封で廃城となった。館山は現在も、米沢から会津へ向かう街道の入り口である。
『伊達治家記録』などによれば、「米沢城」には懸崖造りの物見台があったというが、平地にある現在の米沢城周辺では該当する地形が存在しない。元和偃武以降の記録に「城山」とあり、現在も館山城にその呼称が使われる場合がある。

## 発掘調査と現状
昭和20-30年代に若干の調査が行われたのみで、本格的発掘調査は平成13年（2001年）からであるが、大規模な縄張りと家臣団屋敷跡などと見られる遺構が発見され、伊達氏時代の「米沢城」とは館山城ではなかったかとの説が有力視されるようになった。城跡は大樽川と小樽川が合流する小丘陵と麓の平地に、約34haの面積で広がっている。川を下った最上川支流の合流点のほとりには資福寺（高畠町夏茂）があった。
館山城北館の調査では、整然と配置された中世の屋敷跡が発掘され、比較的長期間に渡って存在したことがわかった。出土品より、晴宗から政宗の年代にあたると推定されている。東館の調査では庭園跡と見られる遺構や石敷があり、高位の人物の居住跡と考えられ、中国産陶磁器などが出土した。2014年に主郭虎口付近より残存石垣が出土して伊達時代のものと注目を集めたが、この石垣に関しては、積み方から上杉時代に積まれたものと考えられるようになった。また染付などが出土したが、遺物の数は少なかった。いずれにしても伊達、上杉により使われた城跡で、遺構の面でも大堀切、枡形虎口跡などがよく残る貴重な城跡史跡である。2016年3月1日に国の史跡に指定された。
山城跡の東端には大正9年（1920年）に水力発電所が建設され、現在も東北電力の管理で現役稼動し、同施設は近代産業遺産としての評価を受けている。

## 構造
尾根先端の山城を中心として、山の北側と東側、南側の計3か所の居館が附属する。山城は東南の東館手前の大手口より、東西120m、最大幅65mの曲輪Ⅰを通って、東西60m、南北70mの方形に区画された曲輪Ⅱを本丸とされているが正確なことは不明である。東曲輪との境には枡形と土塁に縦掘があり、本丸西側には幅10-20m、高さ6mの土塁と深さ10mの堀切が、本丸北側には高さ3mの土塁がある。西側の堀切を渡った先に小規模な曲輪Ⅲが形成され、その南側の崖には物見台が置かれた。

## 考古資料

### 遺構
- 土塁、大堀切、郭、縦堀、虎口、石垣、井戸

### 見学案内
- 「城山」とも称される城跡入り口に、現在は上杉家の「私有地につき立ち入り大歓迎」の表記があり、有志による案内所がある（地図・パンフレット・飲料・散策補助具（杖など）の提供）。

## 所在地
山形県米沢市大字館山字橋向南1688-2（館山発電所）

## 交通
- JR米沢駅より自動車、タクシーで約15分、徒歩約50分程度、またはレンタサイクル。
- JR米沢駅より市民バス・田沢線「館山発電所前」停留所下車、徒歩1分（※1日に4本のみ）